# Вальє-де-Абдалахіс
Вальє-де-Абдалахіс (ісп. Valle de Abdalajís) — муніципалітет в Іспанії, у складі автономної спільноти Андалусія, у провінції Малага. Населення — 2802 особи (2010).
Муніципалітет розташований на відстані близько 400 км на південь від Мадрида, 33 км на північний захід від Малаги.

## Демографія
Динаміка населення (INE ):

## Галерея зображень

Розташування муніципалітету у провінції Малага
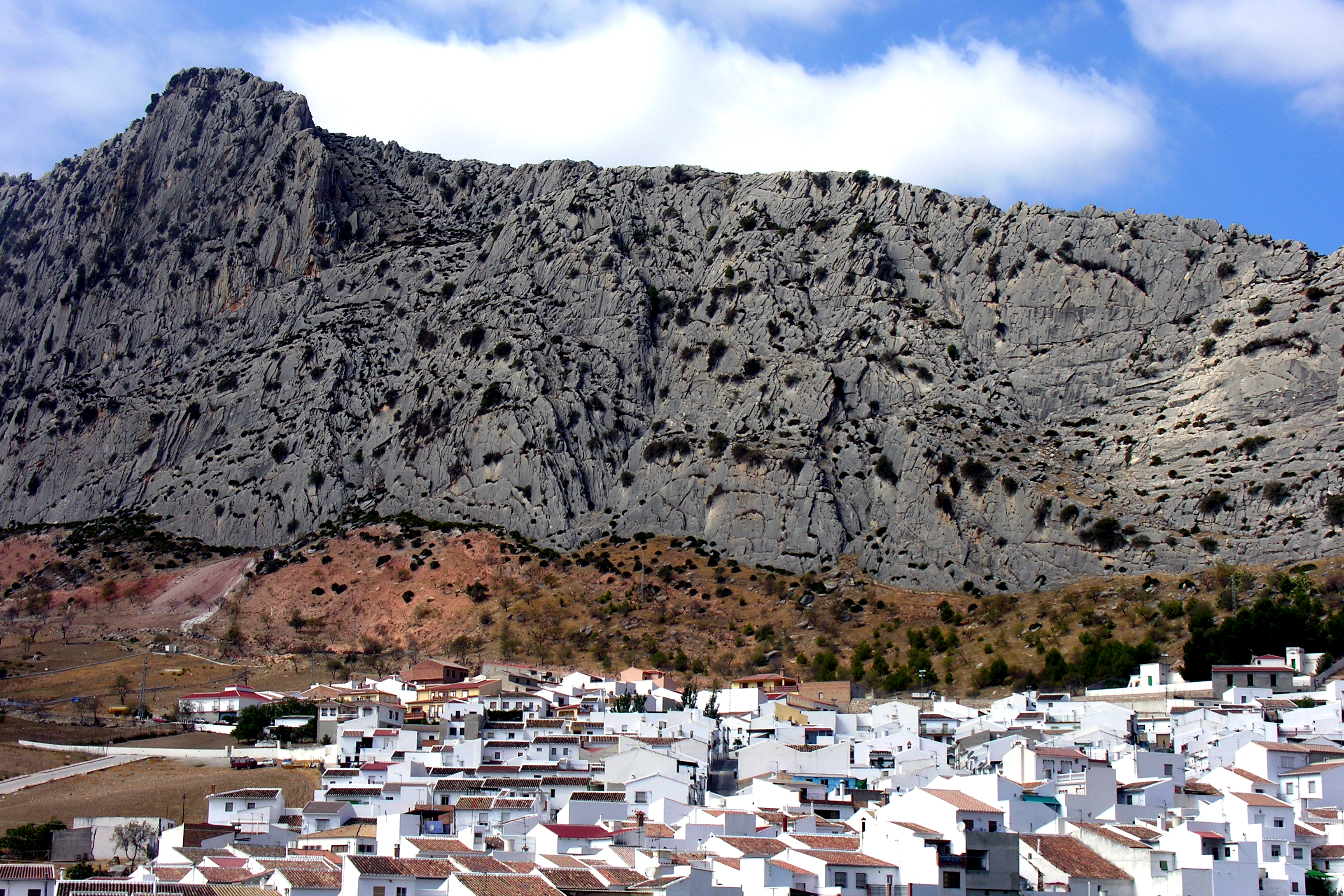
Вальє-де-Абдалахіс